# Netzplantechnik
Die Netzplantechnik verwendet Netzpläne, die eine temporale und finale Verkettung von Aktionen beschreiben. Sie findet ihre Anwendung insbesondere in der Terminplanung von Projekten. Netzpläne wiederum sind die grafischen Abbildungen von Vorgangsketten. Da eine Aktivität mehrere Vorgänger- und ggf. auch Nachfolgeaktivitäten haben kann, entsteht so das Bild eines Netzes von Vorgängen, von dem sich die Bezeichnung ableitet.
Eine Netzplanung wendet Konzepte der Graphentheorie an. Meist besteht der Netzplan aus einem planaren Graphen mit Knoten und Kanten als Elementen. Die Kanten sind beim Netzplan gerichtet und nicht zyklisch. Es gibt die beiden grundsätzlichen und dualen Varianten
- Vorgangsknoten-Netzplan[1] (VKN): Bei einem Vorgangsknotennetzplan werden Vorgänge als Knoten dargestellt, aus den Pfeilen sind Anordnungs- und Reihenfolgebeziehungen ersichtlich (Beispiel: Metra-Potenzial-Methode, MPM) und
- Vorgangspfeil-Netzplan[2] (VPN): Bei einem Vorgangspfeilnetzplan werden Vorgänge als Pfeile dargestellt, die logische Reihenfolge geht aus der Anordnung der Knoten (Beginn/Ende der Vorgänge) hervor (Beispiel: Methode des kritischen Pfades, CPM).

Heute wird im Bauwesen und in Projekten des Anlagenbaus hauptsächlich der Vorgangsknotennetzplan verwendet, in dem die Vorgänge durch die Knoten repräsentiert werden, die durch Kanten verbunden sind. Die Grundlage für diese Darstellungsform war die Metra-Potenzial-Methode. Die Kanten beschreiben verschiedene Anordnungsbeziehungen: Ende-Anfang-, Anfang-Anfang-, Ende-Ende- und Anfang-Ende-Beziehungen.
Außerdem gibt es die Darstellungsform des Vorgangspfeilnetzplans, auch bekannt unter der Methode des kritischen Pfades.

## Weitere Arten
Es gibt noch weitere Varianten von Netzplänen:
- Entscheidungsbaum-Plan[3] (ENP): Entscheidungs-Baumpläne basieren auf der Vorgangspfeil-Netzplantechnik und enthalten als logisches Element zusätzlich Entscheidungsknoten mit wahlweise benutzbaren Aus- und Eingängen. An den Ausgängen können den weiterführenden Wegen Wahrscheinlichkeitswerte zugeordnet werden. Solche Pläne werden in der Regel als reine Baumstrukturen ausgeführt.
- Ereignisknoten-Netzplan[4] (EKN): Bei einem Ereignisknotennetzplan werden Ereignisse (Zustände) als Knoten und die zeitlichen Abhängigkeiten als Pfeile dargestellt (Beispiel: Program evaluation and review technique, PERT).
- Graphical Evaluation and Review Technique[5] (GERT): Methode aus der Netzwerkanalyse, die im Projektmanagement angewendet wird. Sie erlaubt es Schätzungen, sowohl aus der Netzwerklogik als auch aus vergangener Vorgangsdauer, zu berücksichtigen. Mittlerweile wird GERT allerdings nicht mehr als allgemeingültig betrachtet und sehr selten verwendet. Daher wird sie auch von der amerikanischen Organisation Project Management Institute (PMI) nicht mehr empfohlen.

### Anwendungsempfehlung
Vorgangspfeil-Netzpläne, z. B. CPM, können dann zur Anwendung kommen, wenn das Projekt einfache Anordnungsbeziehungen besitzt, die selten geändert werden müssen. CPM-Netzpläne sind weniger geeignet für Kosten- und Einsatzmittelplanung. Vorgangsknoten-Netzpläne, z. B. MPM, haben den Vorteil, dass den Vorgangsknoten viele unterschiedliche Informationen zugeordnet werden können. Ein weiterer Vorteil ist, dass sie sich relativ schnell ändern lassen. Ereignis-Knoten-Netzpläne wie PERT sollten bei Projekten verwendet werden, bei denen die Vorgänge entweder zeitlich oder strukturell nicht genau vordefiniert werden können (stochastische Netzplanmethode).
Aufgrund ihrer relativ einfachen Handhabung sind CPM und MPM am weitesten verbreitet.

### Bearbeitung von Netzplänen
In gegenwärtig verfügbarer Software zur Netzplantechnik sind die ursprünglichen Methoden kombiniert und nicht mehr zu trennen. Das Aufstellen von Netzplänen erfolgt mit geeigneter Software inkrementell und iterativ. Um die Übersicht zu halten, sind die grafischen Darstellungen hilfreich. Die Detailbearbeitung erfolgt jedoch in der Regel für jeden einzelnen Vorgang, die für jeden Vorgang und für jede Folgebedingung und für Zeitbedingung entsprechende Erfassungsfelder in einer Benutzeroberfläche anbietet.
Die Überprüfung der logischen Fehlerfreiheit (keine Schleifen, keine negativen Dauern etc.) erfolgt durch einen Parser als automatischer Prozess bei der Erfassung und bei der Berechnung von Terminen. Die Verfeinerung erfolgt bei beliebigem Erfordernis durch Zerlegen komplexer Vorgänge in weitere einzelne Vorgänge und durch Einführen weiterer Beziehungen zwischen den Vorgängen. Eine wesentliche Aufgabe der Bearbeitung von Netzplänen ist die Aktualisierung der Termine und der Bearbeitungszustände für laufende und abgeschlossene Vorgänge sowie für geänderte Bereitstellungen und neu erkannte Abhängigkeiten.

## Ziele der Netzplantechnik
Grundlage für die Netzplanung kann ein Projektstrukturplan sein.
Ziel der Netzplanung ist die Planung der logischen Beziehungen zwischen den Vorgängen und der zeitlichen Lage der Vorgänge. Der Netzplan stellt die Basis für die Erstellung von Kommunikationsinstrumenten, wie z. B. Meilensteine, Balkenplan oder vernetzter Balkenplan dar.
Der Einsatz der Netzplantechnik soll vier wichtige Fragen beantworten:
- Wie lange wird das ganze Projekt dauern? Welche Risiken treten dabei auf?
- Welche kritischen Aktivitäten können das gesamte Projekt verzögern, wenn sie nicht rechtzeitig fertig werden?
- Ist das Projekt im Zeitplan, wird es früher oder später fertig?
- Wenn es früher fertig werden soll, was ist am besten zu tun, wie kann eine Beschleunigung mit den geringsten Kosten erreicht werden?

Das Konzept der Netzplantechnik beruht auf der Erfahrung, dass wenige Aktivitäten, die den längsten Pfad durch das Netzwerk bilden, den Verlauf des gesamten Projektes bestimmen. Wenn diese kritischen Aktivitäten (=kritischer Pfad) frühzeitig erkannt werden, können frühzeitig Gegenmaßnahmen ergriffen werden. Das Management kann sich auf die kritischen Aktivitäten konzentrieren. Unkritische Aktivitäten können umgeplant werden, ohne das gesamte Projekt zu beeinflussen.

### Zwecke der Netzplantechnik
- Die logischen Zusammenhänge eines Projektes vom Anfang bis zum Abschluss können übersichtlich dargestellt werden.
- Für alle Vorgänge des Projektes kann mit Hilfe der Netzplantechnik ein Zeitplan entwickelt werden.
- Ein kritischer Pfad und Ressourcenengpässe, welche die Einhaltung des Endtermins gefährden können, lassen sich leicht identifizieren.
- Netzpläne bilden die Basis für die laufende Projektkontrolle und Terminüberwachung.

Bei der Netzplantechnik unterscheidet man entsprechend vier Teilaufgaben:
- Kapazitätsplanung: Planung der erforderlichen Produktionsmittel
- Kostenplanung
- Strukturplanung
- Zeitplanung: Vorgängen werden Zeitwerte zugeordnet (Zeitfenster).

Die Technik wird Netzplantechnik genannt, weil die graphische Darstellung von Kreisen und Pfeilen in diesen Plänen, bei Projekten mit vielen Vorgängen, wie ein Netz aussieht. Vor der weiten Verbreitung von Computern wurden Netzpläne noch mit dem Bleistift gezeichnet oder sie wurden mit Hilfe von lackierten Stahlblechen und Magneten angefertigt. Diese hatten den Vorteil, dass man Veränderungen des Projektes für damalige Verhältnisse schnell in die Projektplanung übernehmen konnte, ohne den Projektplan erneut zeichnen zu müssen.

## Grundbegriffe

### Definition in der Normung
Der Begriff Netzplantechnik umfasst nach DIN 69900-1 „alle Verfahren zur Analyse, Beschreibung, Planung, Steuerung und Überwachung von Abläufen auf der Grundlage der Graphentheorie, wobei Zeit, Kosten, Einsatzmittel bzw. Ressourcen berücksichtigt werden können. Ein Netzplan ist die graphische oder tabellarische Darstellung von Abläufen und deren Abhängigkeiten“.

### Vorgang
Ein Vorgang ist im Rahmen der Netzplantechnik eine abgegrenzte Arbeitseinheit, die zu einem bestimmten Zeitpunkt begonnen und einem bestimmten späteren Zeitpunkt beendet wird. Allgemeiner ausgedrückt: „Ein Vorgang ist ein Ablaufelement, welches ein bestimmtes Geschehen beschreibt.“
In der Netzplantechnik wird von „Vorgang“ gesprochen, im Gegensatz zur Terminologie des Projektmanagements, die die Bezeichnung „Arbeitspaket“ als Planungseinheit bevorzugt.
Vorgänge sind in der Regel Abschnitte des Projektablaufs; beim Ausnahmefall des Wartevorgangs findet jedoch kein Ablauf statt. Ein Vorgang kann mit anderen Vorgängen verknüpft sein: Beispielsweise müsste ein Vorgang Socken anziehen beendet sein, bevor ein Vorgang „Schuhe anziehen“ begonnen werden kann. Auf diese Abhängigkeiten wird weiter unten detailliert eingegangen.
Ein solcher Vorgang besitzt eine wesentliche Eigenschaft, seine Dauer. Aufgabe der Netzplantechnik ist, unter Berücksichtigung der Dauer der einzelnen Vorgänge und unter Berücksichtigung ihrer Abhängigkeiten zu ermitteln, wann die jeweiligen Vorgänge stattfinden. Der Rechenprozess beginnt je nach Bedarf entweder bei den Startvorgängen und setzt von diesen ausgehend den frühestmöglichen Starttermin der nachfolgenden Vorgänge fest (Vorwärtsplanung), oder bei den letzten Vorgängen des Netzes (die keinen Nachfolger mehr haben), und setzt dann die spätesten Fertigstellungstermine der jeweils vorgelagerten Vorgänge fest (Rückwärtsplanung). Durch Kombination beider Methoden, ausgehend von einem definierten Start- und einem definierten Endtermin, ergeben sich dadurch für jeden Vorgang neben der Dauer folgende vier weitere wichtige Eigenschaften:
- Frühester Anfangszeitpunkt (FAZ) (aus Vorwärtsplanung)
- Frühester Endzeitpunkt (FEZ) (aus Vorwärtsplanung und jeweiliger Dauer)
- Spätester Endzeitpunkt (SEZ) (aus Rückwärtsplanung)
- Spätester Anfangszeitpunkt (SAZ) (aus Rückwärtsplanung und jeweiliger Dauer)

Termine eines Vorgangs {\displaystyle V_{ij}}:
{\displaystyle FAZ_{ij}}: Frühester Anfangszeitpunkt eines Vorgangs
{\displaystyle V_{ij}=FEZ_{i}}
{\displaystyle FEZ_{ij}}: Frühester Endzeitpunkt eines Vorgangs
{\displaystyle V_{ij}=FAZ_{ij}+D_{ij}}
{\displaystyle SEZ_{ij}}: Spätester Endzeitpunkt eines Vorgangs
{\displaystyle V_{ij}=SAZ_{j}}
(unter Einhaltung des Projektendtermins)
{\displaystyle SAZ_{ij}}: Spätester Anfangszeitpunkt eines Vorgangs
{\displaystyle V_{ij}=SEZ_{ij}-D_{ij}}
(unter Einhaltung des Projektendtermins)

### Pufferzeit
Die Pufferzeit ist ein zeitlicher Spielraum für die Ausführung eines Vorganges, so genannte Zeitreserven. Dieser Spielraum kann durch Verschiebung des Vorganges und/oder durch Verlängerung (Dehnung) der Vorgangsdauer genutzt werden.
Aus den Angaben mehrerer Vorgaben lassen sich im Netzplan anschließend vier Arten von Pufferzeit bestimmen:
- Der Gesamtpuffer {\displaystyle GP_{i}} eines Vorgangs ist die Zeitspanne, die ein Vorgang gegenüber seinem frühesten Beginn (bzw. Dauer) verschoben werden kann, ohne das Projektende zu gefährden

{\displaystyle GP_{i}=SAZ_{i}-FAZ_{i}}
Ein Vorgang ist kritisch, wenn sein Gesamtpuffer gleich 0 ist.
- Der freie Puffer ist die Zeit, die den frühestmöglichen Beginn bzw. Ende des Nachfolgers nicht gefährdet (Formal: Alle Nachfolge-Vorgänge können in ihrer frühesten Lage durchgeführt werden). Er kann nur entstehen, wenn mindestens zwei abgeschlossene Vorgänge auf denselben Nachfolger treffen. Seine Berechnung erfolgt bei einer „Normalfolge“ (Ende – Anfang) durch Bildung der Differenz von Frühestem Ende des betrachteten Vorgangs und dem Frühestem Beginn seines Nachfolgers. Bei einer Anfangsfolge (Anfang – Anfang) werden die frühesten Anfangstermine und bei einer Endfolge (Ende – Ende) die frühesten Endetermine der Vorgänge verglichen. Beispiel Normalfolge:

{\displaystyle FP_{i}=min_{j\in S(i)}(FAZ_{j}-b_{ij})-FEZ_{i}}
FP = FAZ(Nachf.) – FEZ
{\displaystyle b_{ij}} = zeitlicher Mindestabstand zwischen Vorgang i und Vorgang j
{\displaystyle S(i)} = Menge der Nachfolger von Vorgang i
- Der freie Rückwärtspuffer ist die maximale Zeitspanne, um die der Vorgang ausgehend von seinem spätestmöglichen Anfangszeitpunkt, jedoch unter der Bedingung, dass alle vorhergehenden Vorgänge auf dem spätestmöglichen Termin liegen, verschoben werden kann. Er kann nur entstehen, wenn jeder beliebige Vorlieger zumindest zwei Nachfolger hat. Die Nachfolgende Berechnungsformel gilt unter der Bedingung, dass alle Verknüpfungen zwischen den Vorgängen i und i-1 der Art EA=0 sind.

{\displaystyle FRP_{i,j}} = {\displaystyle SAZ_{j}} − {\displaystyle SEZ_{i}}
- Der Unabhängige Puffer ist die maximale Zeitspanne, die der Vorgang verschoben werden darf, wenn alle vorhergehenden Vorgänge zum spätestmöglichen Termin enden und alle nachfolgenden Vorgänge zum frühestmöglichen Termin beginnen sollen. Die Nutzung des unabhängigen Puffers hat somit keine Auswirkungen auf die Lage der Vorgänger und Nachfolger. Die nachfolgende Berechnungsformel gilt unter der Bedingung, dass alle Verknüpfungen zwischen den Vorgängen i und i-1 der Art EA=0 sind.

{\displaystyle UP_{i,j}} = max{0, {\displaystyle FAZ_{j}} − {\displaystyle SEZ_{i}} − {\displaystyle D_{i,j}}}
Von praktischer Bedeutung ist in erster Linie der Gesamtpuffer.
{\displaystyle UP=FRP+FP-GP}
{\displaystyle UP=(FAZ-maxSEZ(i-1))+(minFAZ(i+1)-FEZ)-(SAZ-FAZ)}
{\displaystyle UP=FAZ-FEZ+minFAZ(i+1)-maxSEZ(i-1)}

### Kritischer Pfad
Der kritische Pfad, auch kritischer Weg genannt, ist die Kette derjenigen Vorgänge, bei deren zeitlicher Änderung sich der Endtermin des Netzplanes verschiebt. Er wird in einem Netzplan durch eine Kette von Einzel-Aktivitäten bestimmt, deren Gesamtpufferzeit Null ist. Alle anderen Aktivitäten können im Rahmen ihrer Pufferzeit zeitlich verschoben oder verlängert werden, ohne die Gesamtprojektdauer zu verändern.

### Weitere Begriffe
- Ereignis: Ein Ereignis ist das Eintreten eines definierten Zustandes im Ablauf. Ereignisse stellen Zeitpunkte dar, zu denen bestimmte Teilvorgänge beendet sind oder andere beginnen sollen; der Anfang und das Ende eines Vorganges sind folglich Ereignisse. Ein Ereignis hat keine zeitliche Ausdehnung. Sie bilden die Grundlage für die Meilensteinplanung.
- Anordnungsbeziehungen: Anordnungsbeziehungen kennzeichnen die logischen Abhängigkeiten zwischen Ereignissen oder Vorgängen. Bei der Aufeinanderfolge zweier Vorgänge A und B gibt es vier Möglichkeiten:
  - Ende-Anfang: B kann begonnen werden, sobald A beendet worden ist (EA-Beziehung oder Normalfolge).
  - Anfang-Anfang: B kann begonnen werden, sobald A begonnen worden ist (AA-Beziehung oder Anfangsfolge).
  - Anfang-Ende: B kann beendet werden, sobald A begonnen worden ist (AE-Beziehung oder Sprungfolge).
  - Ende-Ende: B kann beendet werden, sobald A beendet worden ist (EE-Beziehung oder Endfolge).
- Ablaufstruktur: Die Ablaufstruktur eines Netzplanes wird durch die Gesamtheit der Anordnungsbeziehungen dargestellt

## Plandarstellung
Die Netzplandarstellung selbst liefert lediglich eine Übersicht und ist in der Herstellung aufwendig. Sie dient eher nicht als Arbeitsunterlage und wird meistens nur dann verwendet, wenn ein Netzplan manuell überarbeitet werden soll.

### Beispiel eines Netzplans
Das Arbeiten mit Netzplänen lässt sich unterteilen in:
- Entwurf als Zerlegung der Projektaufgabe in Vorgänge oder Ereignisse unter Berücksichtigung logischer und kausaler Zusammenhänge. Der Entwurf ist der wichtigste und auch schwierigste Teil der Arbeit, denn nur auf ihn kommt es an, ob das Ergebnis der Planung sinnvoll ist oder nicht.
- Zeitanalyse in der Form einer Schätzung/Berechnung der Vorgangsdauern (bzw. Dauern zwischen zwei Ereignissen). Eine gute Schätzung der Zeiten ist die zweitwichtigste, ebenfalls schwierige Aufgabe. Der Erkenntnisgewinn von Entwurf und Zeitschätzung ist viel größer als die anschließende Durchrechnung des Netzplans mit der Ermittlung des kritischen Pfads und der Zeitreserven.
- Projektüberwachung durch Korrekturen am Netzplan und Überwachung des Projektfortschritts.

Bei einer umfassenden Anwendung sind auch Kosten- und Einsatzmittelanalysen möglich.
Vor dem Erstellen des eigentlichen Netzplans werden häufig die Abhängigkeiten der einzelnen Vorgänge und ihre Dauer in einer Tabelle erfasst.
Danach wird der Netzplan erstellt, wobei jeder Vorgang grafisch als Kästchen (Netzplanknoten) aufgezeichnet wird. An definierten Positionen wird eine Beschreibung, sowie Dauer, frühester Beginn, spätester Beginn, frühestes Ende und spätestes Ende notiert. Außerdem werden Felder für Gesamtpuffer und freien Puffer reserviert.
| D  | Dauer            |
| GP | Gesamtpuffer     |
| FP | freier Puffer    |
| FB | frühester Beginn |
| SB | spätester Beginn |
| FE | frühestes Ende   |
| SE | spätestes Ende   |

Die einzelnen Kästchen pro Vorgang werden durch Pfeile verbunden, welche die Abhängigkeiten zwischen den Vorgängen abbilden. Da keine zyklischen Verkettungen erlaubt sind, lassen sich die einzelnen Vorgänge in ihrer notwendigen zeitlichen Abfolge von links nach rechts anordnen, parallele Pfade befinden sich dabei untereinander.

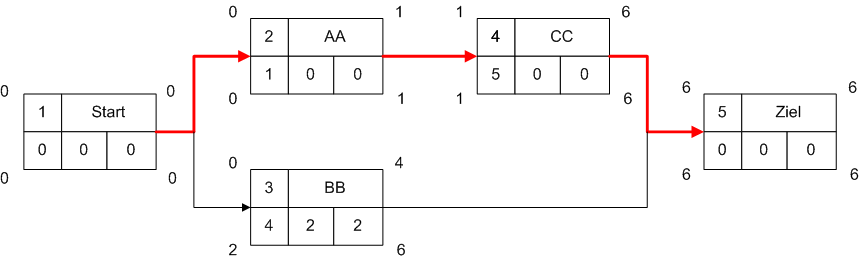
Einfaches Beispiel für einen Netzplan

Zur Berechnung der Pufferzeiten wird zum frühesten Beginn des ersten Ereignisses dessen Dauer addiert. Das Ergebnis ist gleichzeitig der früheste Endzeitpunkt des aktuellen Vorgangs und der früheste Beginn des nächsten. Nachdem man mit dieser Vorwärtskalkulation beim letzten Vorgang angekommen ist, beginnt man von dort mit der Rückwärtskalkulation des eventuell vom Auftraggeber vorgegebenen spätesten Projektendes, als spätestes Ende. Die Differenz zwischen frühestem und spätestem Beginn ergibt den Gesamtpuffer.
Anschließend kann man dem hier gezeigten Beispielnetzplan die folgenden Informationen entnehmen:
- Das Projekt ist nach frühestens sechs Tagen beendet.
- Der kritische Weg umfasst die Vorgänge AA und CC.
- Der Vorgang BB kann auch erst nach einer Pufferzeit von zwei Tagen gestartet werden, ohne das Projekt zu gefährden.

## Vorteile der Netzplantechnik
Der Netzplan ist eine sehr verständliche, anschauliche und aussagekräftige Darstellung, weil er einen ausgezeichneten Überblick über die Gesamtheit der Teilvorgänge eines Projekts und deren gegenseitigen Abhängigkeiten liefert. Durch die Abbildung des gesamten Projekts im Netzplan ist es notwendig, dieses gesamte Projekt zu durchdenken und sich nicht auf ein jeweiliges Teilprojekt zu beschränken. Der Netzplan an sich ist schnell erfassbar und daher auch leicht aktualisierbar und ermöglicht eine relativ exakte Vorhersage wichtiger Zwischentermine und des Endtermins. Weiterhin sind beim Netzplan zeitliche Engpässe (kritischer Pfad) und Pufferzeiten leicht erkennbar, die durch Projektmanagementsoftware zum Beispiel in verschiedene Farben für Vorgänge des kritischen Pfads vergeben werden können.
Im Gegensatz zur Planung mit Balkendiagrammen kann in der Netzplantechnik zwischen Ablauf- und Terminplanung unterschieden werden. Durch die Möglichkeit der Darstellung der logischen Abhängigkeiten zwischen Vorgängen kann ein Ablaufplan unabhängig von terminlichen Annahmen entwickelt werden. Kurz zusammengefasst lässt sich sagen:
- Netzpläne bilden eine verständliche, anschauliche und aussagekräftige Darstellung des gesamten Projektablaufes.
- Sie sind schnell erfassbar und leicht aktualisierbar (sofern die Projektdaten elektronisch verarbeitet werden).
- Kritische Vorgänge und Engpässe sind leicht erkennbar.
- Bei ihrer Erstellung ist es notwendig, das gesamte Projekt zu durchdenken.
- Ein Großteil der erhältlichen Projektmanagementsoftware unterstützt Netzplantechnik.
- Netzpläne zwingen zum systematischen Durchdenken der Projektzusammenhänge.
- Sind ein flexibles Informationsmedium, um den Datenaustausch von Projektleitung und den ausführenden, sowie vorgesetzten Abteilungen zu gewährleisten.
- Weisen aus, wo Zeitreserven (Puffer) vorhanden sind, wo sie fehlen und wo Beschleunigungsmaßnahmen unumgänglich sind.
- Erlauben das sichere Terminieren von Teilprojekten / Arbeitspaketen.
- Ermöglichen die sachgerechte Steuerung des Projektablaufs hinsichtlich Kosten, Kapazitäten, Terminen.

## Nachteile der Netzplantechnik
- Die grafische Darstellung, der Netzplan, wird häufig für größere Projekte eingesetzt. Kleinere Projekte lassen sich in einer daraus abgeleiteten Darstellung, dem Balkenplan (Gantt-Diagramm) zum Teil etwas anwenderfreundlicher darstellen. Alternativen zur Netzplantechnik wären die eben genannte Gantt- oder die PLANNET-Technik (eine Weiterentwicklung der Gantt-Technik).
- Steigende Detaillierung eines Netzplanes ist unmittelbar mit steigendem Kontroll- und Revisionsaufwand verbunden, um Fehler durch Abweichungen zwischen Plan- und Istzustand eines Projekts zu vermeiden.
- Ist der Netzplan zu abstrakt bzw. praxisfremd aufgebaut und sind daher etwa Arbeitsschritte unverständlich beschrieben, so ist die Wahrscheinlichkeit hoch, dass dieser von den Anwendern nicht verstanden wird.

## Sekundärliteratur
- Awni Al-Ani: Praxis der Projektplanung mit der Netzplantechnik. Dr. Otto Schmidt KG, Köln 1971, ISBN 978-3-504-52000-7.
- Michael Sauer: Operations Research kompakt, 1. Auflage. Oldenbourg, München 2009, ISBN 978-3-486-59082-1.
- Klaus J. Bechler, Dietmar Lange: DIN Normen im Projektmanagement. Beuth Verlag, Vertriebsnummer 16005